# Результативность
Результативность (англ. effectiveness, синоним — эффективность) — отношение фактического результата (измеряемого показателя — т. н. «критерия результативности») к плановому.

## «Линейный» способ и формула расчета результативности
Результативность = Факт / План * 100 %.
Способ расчета путем простого деления называется «линейным» и наиболее часто применяется для оценки работы сотрудников.

## Способ «Лупа» подсчета результативности («нелинейный»)
Поскольку не всегда корректно результативность подсчитывать линейным способом, применяется прием «лупа». Это сопоставление результативности диапазону фактических значений показателя. Прием носит такое название из-за того, что внимание как бы фокусируется на нужном отрезке, все результаты — от нуля до бесконечности не рассматриваются, а все, что за рамками этого диапазона, не берется в учёт вовсе (аналогично тому, как на градуснике применяется диапазон 34-42 градусов, потому как за его пределами пациент мертв). Этот отрезок мы и делаем максимально «чувствительным»).
Применяется этот способ в тех случаях, когда необходимо:
- сфокусировать внимание работника на нужном отрезке;
- чуть-чуть приподнять «потолок» премирования (чтобы показатель не работал лишь на понижение, то есть не имел только одну демотивирующую сторону).

Например, если рассчитывать результативность качественной продукции «линейным» способом, то доля продукции, например, 88 % (качественной относительно всей выпущенной) может являться крайне низким результатом, и тогда такая работа может сопоставляться более низкому уровню результативности (см.пример ниже), в данном случае 50 %.
| Диапазоны доли качественной продукции в общем объёме | Диапазоны доли качественной продукции в общем объёме | Результативность по выпуску качественной продукции |
| от                                                   | до                                                   | Результативность по выпуску качественной продукции |
| 0 %                                                  | 83 %                                                 | 0 %                                                |
| 84 %                                                 | 87 %                                                 | 20 %                                               |
| 88 %                                                 | 92 %                                                 | 50 %                                               |
| 93 %                                                 | 94 %                                                 | 70 %                                               |
| 95 %                                                 | 96 %                                                 | 90 %                                               |
| 97 %                                                 | 98 %                                                 | 100 %                                              |
| 99 %                                                 | 100 %                                                | 120 %                                              |

Когда применяется оценка с помощью нескольких показателей, то рекомендуется применение минимальной результативности.

## Минимальная результативность
Минимальная результативность (Р мин) — это наименьшее из допустимых («пороговое») значение для того или иного показателя результативности в системе мотивации. При недостижении этого значения (при низком результате работы) показатель считается «провалившимся».
Применяется для страховки от ситуаций, когда один из показателей буквально «вытягивается» за счет другого, так что общая средняя оценка перестаёт быть корректной.